# 마나과호

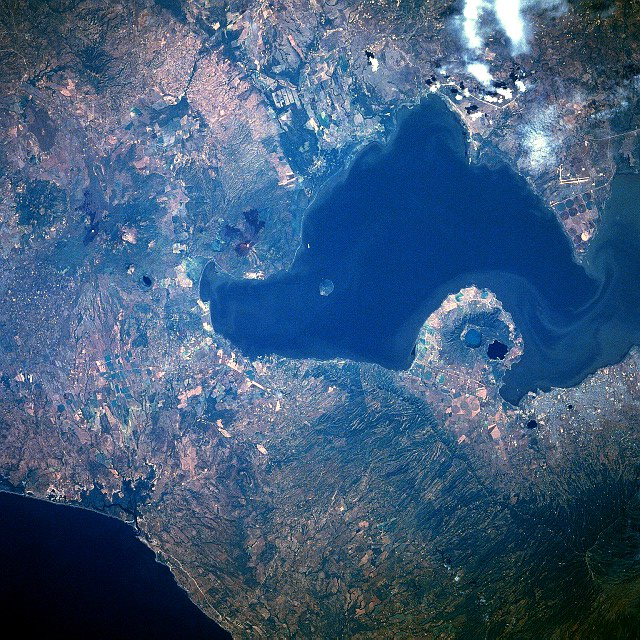
마나과 호의 위성사진

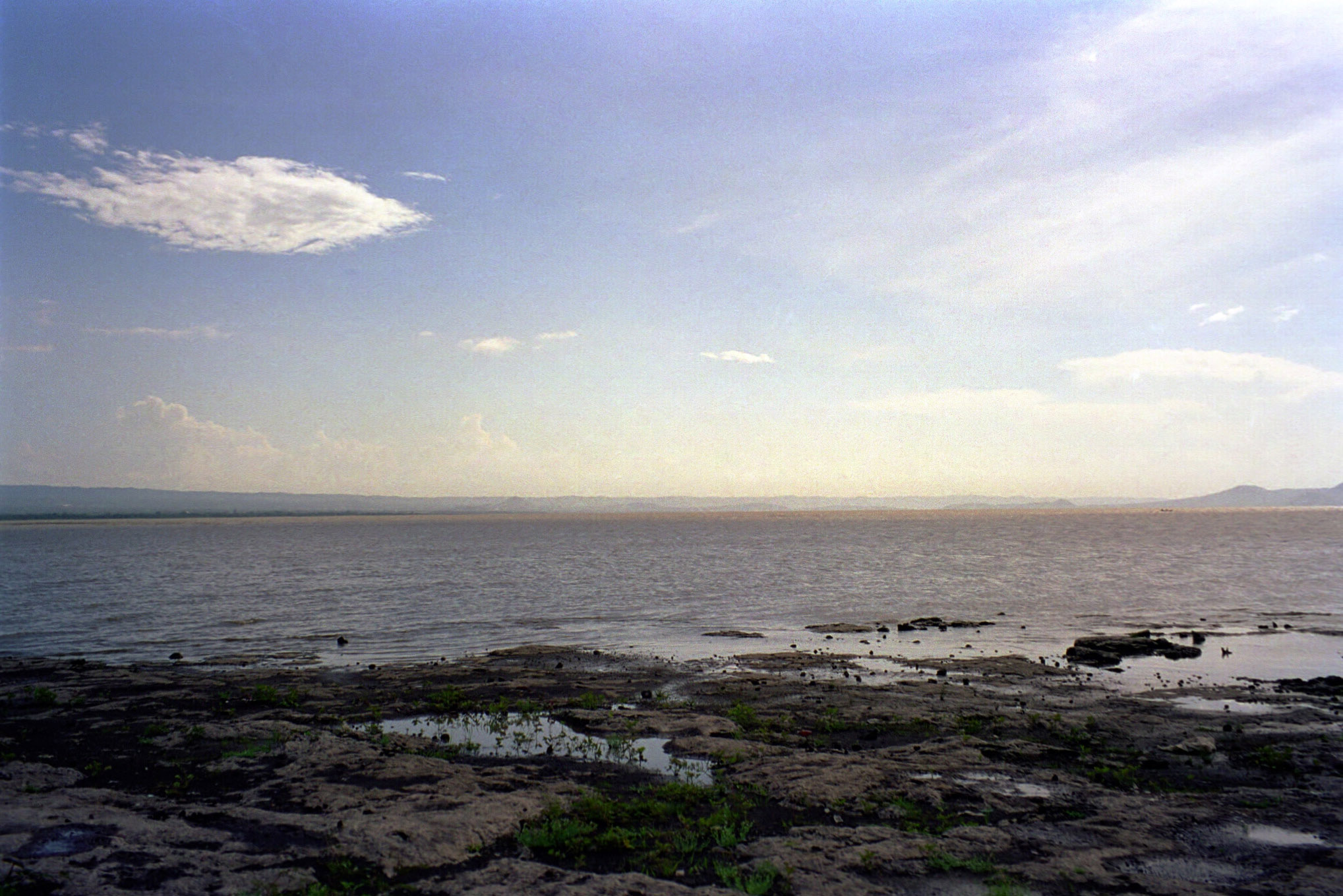
티피타파(Tipitapa) 강에서 본 마나과 호

마나과 호(스페인어: Lago de Managua)는 니카라과 서부에 위치한 호수이다. 흔히 솔로틀란 호(Lake Xolotlán)라고 부르기도 한다. 면적은 1,024km2, 최대 길이는 65km, 최대 너비는 25km이며 평균 수심은 9.5m, 최대 수심은 20m, 수면 높이는 39m이다. 니카라과의 수도인 마나과는 이 호수의 남서부 연안에 위치한다.
1998년 허리케인 미치로 인해 5일 동안 3m가 상승하여 호수 주변에 있던 마을이 피해를 입었다. 공업 폐수로 인한 수질 오염이 심한 편이다.